# آبشار تیویوت
آبشارتیویوت (به انگلیسی: Teviot Falls) آبشاری است که در کوئینزلند، استرالیا واقع شده و ارتفاع کلی ریزشگاه آن نامشخص است.